# トリプル石
トリプル石（とりぷるせき、Triplite、トリプライト）とは、単斜晶系のマンガンや鉄を含みフッ素化したリン酸塩鉱物。(Mn,Fe,Mg)2(PO4)(F,OH)の化学組成と、語源はギリシャ語の「Triplos」。

## 特徴
- 単斜晶系
- モース硬度5〜5.5
- ガラス光沢、樹脂光沢
- へき開は、3方向に完全。
- 栗茶色、赤褐色、赤色、オレンジ色、サーモンピンク色、ピンク色

## 産地
タンザニア、ブラジル、アルゼンチン、アメリカ、ポルトガル